# Ivan Ivanovič Rebrov
Ivan Ivanovič Rebrov (rusky Иван Иванович Ребров, ? - 1666) byl ruský kozák, cestovatel po Sibiři a objevitel zemí od ústí Leny po Indigirku.

## Životopis
Narodil se pravděpodobně před rokem 1610 v Tobolsku. O jeho životě před rokem 1631 není téměř nic známo. V roce 1631 byl vyslán z Tobolska do odlehlých severních zemí, aby vybíral jasak. Putoval do Mangazeje, prvního polárního sibiřského města, kde byl pověřen velením oddílu tzv. služebních lidí a odeslán sbírat jasak podél Dolní Tunguzky a Viljuje až po Žiganský ostrog.
V letech 1633–1636 vedl expedici na kočích, která plula po Leně až ke jejímu ústí a objevila Oleňocký záliv v moři Laptěvů a řeku Oleňok. Spolu s ním se výpravy zúčastnil i kozák Ilja Perfiljev. Podle některých zdrojů se jednalo o dvě samostatné výpravy, jindy se uvádí, že Perfiljev byl velitelem celé výpravy a Rebrov sloužil pod ním. Rebrov v nových krajích vybíral jasak od Evenků. Plul k řece Janě a v roce 1636 se dostal až k Indigarce. Na Janě postavil zimní stanici a na Indigarce dvě pevnůstky. Rebrov později ve své zprávě ujišťoval vojvodu, že lepších sobolů než jsou janští na světe není. Na podzim 1638 dokončil objevení Janského zálivu v moři Laptěvů, jako první překročil Průliv Dmitrije Laptěva a plavil se dále Východosibiřským mořem a objevil ústí Indigarky, kde založil ostrog. V létě 1641 se vrátil zpět k řece Leně.
Za své objevitelské cesty a dostatečný výběr jasaku byl povýšen až na hodnost padesátníka. V letech 1642–1647 byl prikazčikom (správcem) na řece Oleňok, v letech 1649–1654 na řece Kolymě. Několikrát se plavil na koči Studeným mořem a několikrát převážel vybraný jasak.
Během sběru jasaku došlo několikrát ke střetům s domorodci, během nichž byl Rebrov pětkrát vážně zraněn, byl postřelen do hlavy a měl proříznutý hřbet.
Poslední zprávy o něm uvádí, že v roce 1663 cestoval od řeky Jany ke Kolymě, aby dohlédl na výběr jasaku.
Zemřel v roce 1666.